# Micrelaps
Micrelaps es un género de serpientes venenosas de la familia Lamprophiidae. Sus especies se distribuyen por África y Oriente Próximo.

## Especies
Se reconocen las 3 especies siguientes:
- Micrelaps bicoloratus Sternfeld, 1908
- Micrelaps muelleri Boettger, 1880
- Micrelaps vaillanti (Mocquard, 1888)